# 87
87 је била проста година.

## Догађаји
- Квестор Цезареје Гај Плиније Цецилије (нећак Плинија Старијег) (62-113).
- Децебал је постаје краљ Дакије, након што се краљ Димас мирно повукао.

- Римљанин Јулије Матернус истражује западну Африку.
- Лион, град у Галији, има популацију од преко 100.000 становника.
- Секст Јулије Спарс добија власт у римском сенату.